# Cumberland Gap
Cumberland Gap – miasto w Stanach Zjednoczonych, w stanie Tennessee, w hrabstwie Claiborne.